# Доч
Доч — річка в Україні, ліва притока Десни. Басейн Дніпра. Довжина 58 км. Площа водозбірного басейну 1 407 км². Похил 0,5 м/км. Долина коритоподібна, завширшки до 2 км. Заплава двобічна, подекуди
заболочена. Річище помірно звивисте. Використовується на сільськогосподарські потреби, водопостачання.
Бере початок біля с. Митченки. Тече територією Бахмацького, Борзнянського, Менського районів Чернігівської області.

## Притоки
- Борзна (права).